# Золотой орёл (кинопремия, 2017)
15-я церемония вручения наград премии «Золотой орёл» за заслуги в области российского кинематографа и телевидения за 2016 год состоялась 27 января 2017 года в первом павильоне киноконцерна «Мосфильм». Номинанты в 23-х категориях были объявлены 29 декабря 2016 года. В этом году были добавлены три новые категории: «Лучший короткометражный фильм», «Лучшая работа художника по гриму и пластическим спецэффектам» и «Лучшие визуальные эффекты».

## Список лауреатов и номинантов
• Победители выделены отдельным цветом. 
| Категории | Лауреаты и номинанты                                                                                    |
| --- | --- |
| Лучший игровой фильм (Награду вручала Елена Исинбаева)                                                           | • Рай (продюсер и режиссёр: Андрей Кончаловский; продюсер: Флориан Дайле)                               |
| Лучший игровой фильм (Награду вручала Елена Исинбаева)                                                           | • Дуэлянт (продюсеры: Александр Роднянский, Сергей Мелькумов; режиссёр: Алексей Мизгирёв)               |
| Лучший игровой фильм (Награду вручала Елена Исинбаева)                                                           | • Ледокол (продюсеры: Игорь Толстунов, Сергей Козлов; режиссёр: Николай Хомерики)                       |
| Лучший игровой фильм (Награду вручала Елена Исинбаева)                                                           | • Коллектор (продюсеры: Дмитрий Руженцев, Георгий Шабанов, Эдуард Илоян; режиссёр: Алексей Красовский)  |
| Лучший игровой фильм (Награду вручала Елена Исинбаева)                                                           | • Экипаж (продюсеры: Леонид Верещагин, Антон Златопольский, Никита Михалков; режиссёр: Николай Лебедев) |
| Лучший телефильм или мини-сериал (до 10 серий)                                                                   | • Клим (режиссёр: Карен Оганесян; продюсер: Александр Цекало)                                           |
| Лучший телефильм или мини-сериал (до 10 серий)                                                                   | • Деньги (режиссёр: Егор Анашкин; продюсеры: Александр Кушаев, Ирина Смирнова)                          |
| Лучший телефильм или мини-сериал (до 10 серий)                                                                   | • Фарца (режиссёр: Егор Баранов; продюсеры: Александр Цекало, Александр Котт)                           |
| Лучший телевизионный сериал (более 10 серий)                                                                     | • Тихий Дон (режиссёр: Сергей Урсуляк; продюсеры: Антон Златопольский, Мария Ушакова)                   |
| Лучший телевизионный сериал (более 10 серий)                                                                     | • Маргарита Назарова (режиссёр: Константин Максимов; продюсеры: Ольга Погодина, Алексей Пиманов)        |
| Лучший телевизионный сериал (более 10 серий)                                                                     | • Метод (режиссёр: Юрий Быков; продюсеры: Александр Цекало, Константин Эрнст)                           |
| Лучший неигровой фильм (Награду вручал Дмитрий Губерниев)                                                        | • Кровавые бивни (режиссёр: Сергей Ястржембский)                                                        |
| Лучший неигровой фильм (Награду вручал Дмитрий Губерниев)                                                        | • 24 снега (режиссёр: Михаил Барынин)                                                                   |
| Лучший неигровой фильм (Награду вручал Дмитрий Губерниев)                                                        | • Забытые полёты (режиссёр: Андрей Осипов)                                                              |
| Лучший короткометражный фильм (Награду вручала Светлана Дрыга)                                                   | • Мама (режиссёр: Кирилл Плетнёв)                                                                       |
| Лучший короткометражный фильм (Награду вручала Светлана Дрыга)                                                   | • Брут (режиссёр: Константин Фам)                                                                       |
| Лучший короткометражный фильм (Награду вручала Светлана Дрыга)                                                   | • Ну, здравствуй, Оксана Соколова! (режиссёр: Кирилл Васильев)                                          |
| Лучший анимационный фильм (Награду вручал Семён Трескунов)                                                       | • Кот и мышь (режиссёр: Наталья Чернышова)                                                              |
| Лучший анимационный фильм (Награду вручал Семён Трескунов)                                                       | • Волки и овцы: Бе-е-е-зумное превращение (режиссёр: Максим Волков)                                     |
| Лучший анимационный фильм (Награду вручал Семён Трескунов)                                                       | • Морошка (режиссёр: Полина Минченок)                                                                   |
| Лучшая режиссёрская работа (Награду вручал Василий Ливанов)                                                      | • Андрей Кончаловский — «Рай»                                                                           |
| Лучшая режиссёрская работа (Награду вручал Василий Ливанов)                                                      | • Алексей Мизгирёв — «Дуэлянт»                                                                          |
| Лучшая режиссёрская работа (Награду вручал Василий Ливанов)                                                      | • Николай Лебедев — «Экипаж»                                                                            |
| Лучший сценарий (Награду вручал Александр Адабашьян)                                                             | • Юрий Арабов — «Монах и бес»                                                                           |
| Лучший сценарий (Награду вручал Александр Адабашьян)                                                             | • Алексей Красовский — «Коллектор»                                                                      |
| Лучший сценарий (Награду вручал Александр Адабашьян)                                                             | • Андрей Кончаловский, Елена Киселёва — «Рай»                                                           |
| Лучшая мужская роль в кино (Награду вручала Ирина Купченко)                                                      | • Иван Янковский — «Дама Пик»                                                                           |
| Лучшая мужская роль в кино (Награду вручала Ирина Купченко)                                                      | • Пётр Фёдоров — «Дуэлянт»                                                                              |
| Лучшая мужская роль в кино (Награду вручала Ирина Купченко)                                                      | • Данила Козловский — «Экипаж»                                                                          |
| Лучшая женская роль в кино (Награду вручал Сергей Гармаш)                                                        | • Юлия Высоцкая — «Рай»                                                                                 |
| Лучшая женская роль в кино (Награду вручал Сергей Гармаш)                                                        | • Ксения Раппопорт — «Дама Пик»                                                                         |
| Лучшая женская роль в кино (Награду вручал Сергей Гармаш)                                                        | • Виктория Исакова — «Ученик»                                                                           |
| Лучшая мужская роль второго плана (Награду вручала Татьяна Навка)                                                | • Сергей Шакуров — «Экипаж» (за роль Игоря Гущина)                                                      |
| Лучшая мужская роль второго плана (Награду вручала Татьяна Навка)                                                | • Роман Мадянов — «Монах и бес»                                                                         |
| Лучшая мужская роль второго плана (Награду вручала Татьяна Навка)                                                | • Сергей Газаров — «Экипаж» (за роль Петра Шестакова)                                                   |
| Лучшая женская роль второго плана (Награду вручали Игорь Верник и Вадим Верник)                                  | • Елена Яковлева — «Самый лучший день»                                                                  |
| Лучшая женская роль второго плана (Награду вручали Игорь Верник и Вадим Верник)                                  | • Юлия Ауг — «Ученик»                                                                                   |
| Лучшая женская роль второго плана (Награду вручали Игорь Верник и Вадим Верник)                                  | • Ирина Пегова — «Экипаж»                                                                               |
| Лучшая мужская роль на телевидении (Награду вручала Олеся Судзиловская)                                          | • Константин Лавроненко — «Клим»                                                                        |
| Лучшая мужская роль на телевидении (Награду вручала Олеся Судзиловская)                                          | • Константин Хабенский — «Метод»                                                                        |
| Лучшая мужская роль на телевидении (Награду вручала Олеся Судзиловская)                                          | • Евгений Ткачук — «Тихий Дон» (за роль Григория Мелехова)                                              |
| Лучшая женская роль на телевидении (Награду вручал Павел Деревянко)                                              | • Ольга Погодина — «Маргарита Назарова» (за роль Маргариты Назаровой)                                   |
| Лучшая женская роль на телевидении (Награду вручал Павел Деревянко)                                              | • Юлия Пересильд — «Людмила Гурченко» (за роль Людмилы Гурченко)                                        |
| Лучшая женская роль на телевидении (Награду вручал Павел Деревянко)                                              | • Светлана Иванова — «Следователь Тихонов»                                                              |
| Лучшая операторская работа (Награду вручали Светлана Устинова и Анна Снаткина)                                   | • Максим Осадчий — «Дуэлянт»                                                                            |

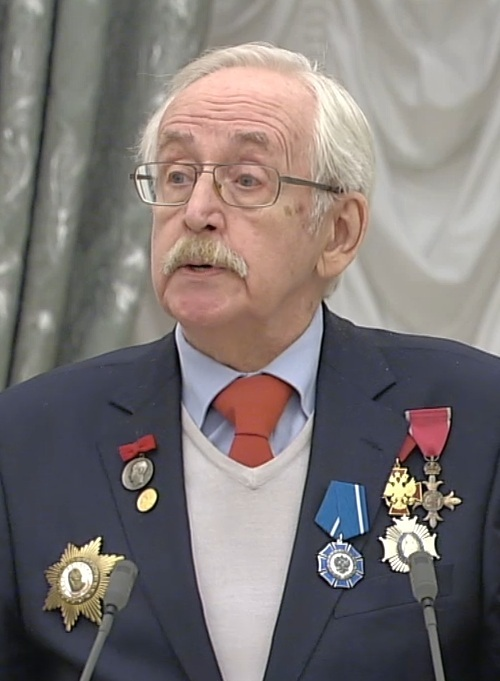
Василий Ливанов

| Лучшая операторская работа (Награду вручали Светлана Устинова и Анна Снаткина)                                   | • Александр Симонов — «Рай»                                                                             |
| Лучшая операторская работа (Награду вручали Светлана Устинова и Анна Снаткина)                                   | • Владислав Опельянц — «Ученик»                                                                         |
| Лучшая работа художника-постановщика (Награду вручала Алёна Ахмадуллина)                                         | • Андрей Понкратов — «Дуэлянт»                                                                          |
| Лучшая работа художника-постановщика (Награду вручала Алёна Ахмадуллина)                                         | • Александр Адабашьян — «Жили-были мы»                                                                  |
| Лучшая работа художника-постановщика (Награду вручала Алёна Ахмадуллина)                                         | • Владимир Южаков — «Контрибуция»                                                                       |
| Лучшая работа художника по костюмам (Награду вручала Алёна Ахмадуллина)                                          | • Татьяна Патрахальцева — «Дуэлянт»                                                                     |
| Лучшая работа художника по костюмам (Награду вручала Алёна Ахмадуллина)                                          | • Инесса Снежкина — «Контрибуция»                                                                       |
| Лучшая работа художника по костюмам (Награду вручала Алёна Ахмадуллина)                                          | • Наталья Ершова — «Тайна Снежной королевы»                                                             |
| Лучшая музыка к фильму                                                                                           | • Артём Васильев — «Экипаж»                                                                             |
| Лучшая музыка к фильму                                                                                           | • Игорь Вдовин — «Дуэлянт»                                                                              |
| Лучшая музыка к фильму                                                                                           | • Сергей Шустицкий — «Рай» (снят с номинации)                                                           |
| Лучший монтаж фильма (Награду вручал Александр Адабашьян)                                                        | • Константин Ларченко — «Экипаж»                                                                        |
| Лучший монтаж фильма (Награду вручал Александр Адабашьян)                                                        | • Каролина Мачиевская — «Дама Пик»                                                                      |
| Лучший монтаж фильма (Награду вручал Александр Адабашьян)                                                        | • Иван Лебедев — «Ледокол»                                                                              |
| Лучшая работа звукорежиссёра                                                                                     | • Алексей Самоделко — «Экипаж»                                                                          |
| Лучшая работа звукорежиссёра                                                                                     | • Ростислав Алимов — «Дуэлянт»                                                                          |
| Лучшая работа звукорежиссёра                                                                                     | • Александр Копейкин — «Ледокол»                                                                        |
| Лучшая работа художника по гриму и пластическим спецэффектам (Награду вручали Светлана Устинова и Анна Снаткина) | • Елена Фомичёва — «Дама Пик»                                                                           |
| Лучшая работа художника по гриму и пластическим спецэффектам (Награду вручали Светлана Устинова и Анна Снаткина) | • Марина Красновидова — «Дуэлянт»                                                                       |
| Лучшая работа художника по гриму и пластическим спецэффектам (Награду вручали Светлана Устинова и Анна Снаткина) | • Наталья Грачёва — «Контрибуция»                                                                       |
| Лучшие визуальные эффекты (Награду вручал Александр Иншаков)                                                     | • Студия CGF — «Экипаж»                                                                                 |
| Лучшие визуальные эффекты (Награду вручал Александр Иншаков)                                                     | • Студия Main Road Post — «Дуэлянт»                                                                     |
| Лучшие визуальные эффекты (Награду вручал Александр Иншаков)                                                     | • Studio AmalgamaVFX, ALGOUS-STUDIO, ARGUNOV-STUDIO, SCI-FX STUDIO и FILM DIRECTION FX — «Ледокол»      |
| Лучший зарубежный фильм в российском прокате (Награду вручала Ирина Медведева)                                   | • Выживший / The Revenant (США) — прокатчик: «Двадцатый Век Фокс СНГ»                                   |
| Лучший зарубежный фильм в российском прокате (Награду вручала Ирина Медведева)                                   | • Светская жизнь / Café Society (США) — прокатчик: «Вольга»                                             |
| Лучший зарубежный фильм в российском прокате (Награду вручала Ирина Медведева)                                   | • Шпионский мост / Bridge of Spies (США, Германия) — прокатчик: «Двадцатый Век Фокс СНГ»                |

### Специальная награда
- Василий Ливанов — за вклад в кинематограф. (Награду вручал Никита Михалков)[5].

## Статистика
Количество наград/номинаций:
Кино:
- 5/10: «Экипаж»
- 3/10: «Дуэлянт»
- 3/5: «Рай»[3]
- 2/4: «Дама Пик»
- 0/4: «Ледокол»
- 0/3: «Ученик» / «Контрибуция»
- 1/2: «Монах и бес»
- 0/2: «Коллектор»
- 1/1: «Кровавые бивни» / «Мама» / «Кот и мышь» / «Самый лучший день» / «Выживший»

Телевидение:
- 2/2: «Клим»
- 1/2: «Тихий Дон» / «Маргарита Назарова»
- 0/2: «Метод»